# Павлінка (зупинний пункт)
Павлі́нка — пасажирський залізничний зупинний пункт Одеської дирекції Одеської залізниці на лінії Колосівка — Чорноморська.
Розташований у селі Нові Шомполи, Одеський район, Одеської області між станціями Буялик (5 км) та Чорноморська (4 км).
На платформі зупиняються приміські поїзди.